# Inês de Castro
Inês de Castro, född 1325, död 7 januari 1355 i Coimbra, var en galicisk hovdam, älskarinna till Portugals tronföljare, infanten don Pedro av Portugal.
Inês var hovdam till Pedros gemål, efter vars död 1345 han troligen ingick ett hemligt giftermål med henne. Då hans far kung Alfons IV lät mörda henne, anstiftade Pedro ett uppror. Han försonades 1357 med sin far, men lät emellertid som kung avrätta mördarna, och bestyrkte med ed att Inês varit hans lagvigda hustru och lät begrava henne i det kungliga gravvalvet.

## Biografi
Inês de Castro var dotter till Pedro Fernández de Castro, markägare i Galicien och hans portugisiska älskarinna Aldonça Lourenço de Valadares. År 1340 blev hon inbjuden att ledsaga sin kusin, prinsessan Constança Manuel av Peñafiel som var trolovad med Don Pedro av Portugal. Efter giftermålet blev Castro Constanças hovdam.

### Relation till Pedro
Don Pedro (1320–1367) föddes i kungens slott i Coimbra. Hans trolovning med Constaça av Peñafiel var en politisk allians som kung Alfons IV hade arrangerat. När damerna från Galicien anlände till det portugisiska hovet i Coimbra, blev infanten förälskad i den vackra Inês de Castro.
Don Pedro fick två barn med Constança, Maria och Ferdinand. Constanza dog kort efter Ferdinands födelse 1345 och Pedro levde därefter i hemlighet med sin älskarinna. Detta orsakade stor skandal och fick långtgående politiska konsekvenser. Hans far försökte ordna en lämplig allians med olika prinsessor. Men Pedro vägrade, han ville gifta sig med Inês de Castro. Kung Alfonso oroade sig för risken för inbördeskrig eller att Portugals krona skulle hamna hos kungen av Kastilien.
Alfonso skickade tre män att leta upp Inês och fann henne i klostret i Alcobaça i Coimbra. Inför ett av hennes barn halshöggs hon 1355.
Två år senare dog Alfonso och Don Pedro blev kung. Han lyckades spåra Castros mördare och ordnade med en offentlig rättegång. Han byggde ett mausoleum för Inês de Castro och sig själv i Coimbra.

## Bildgalleri

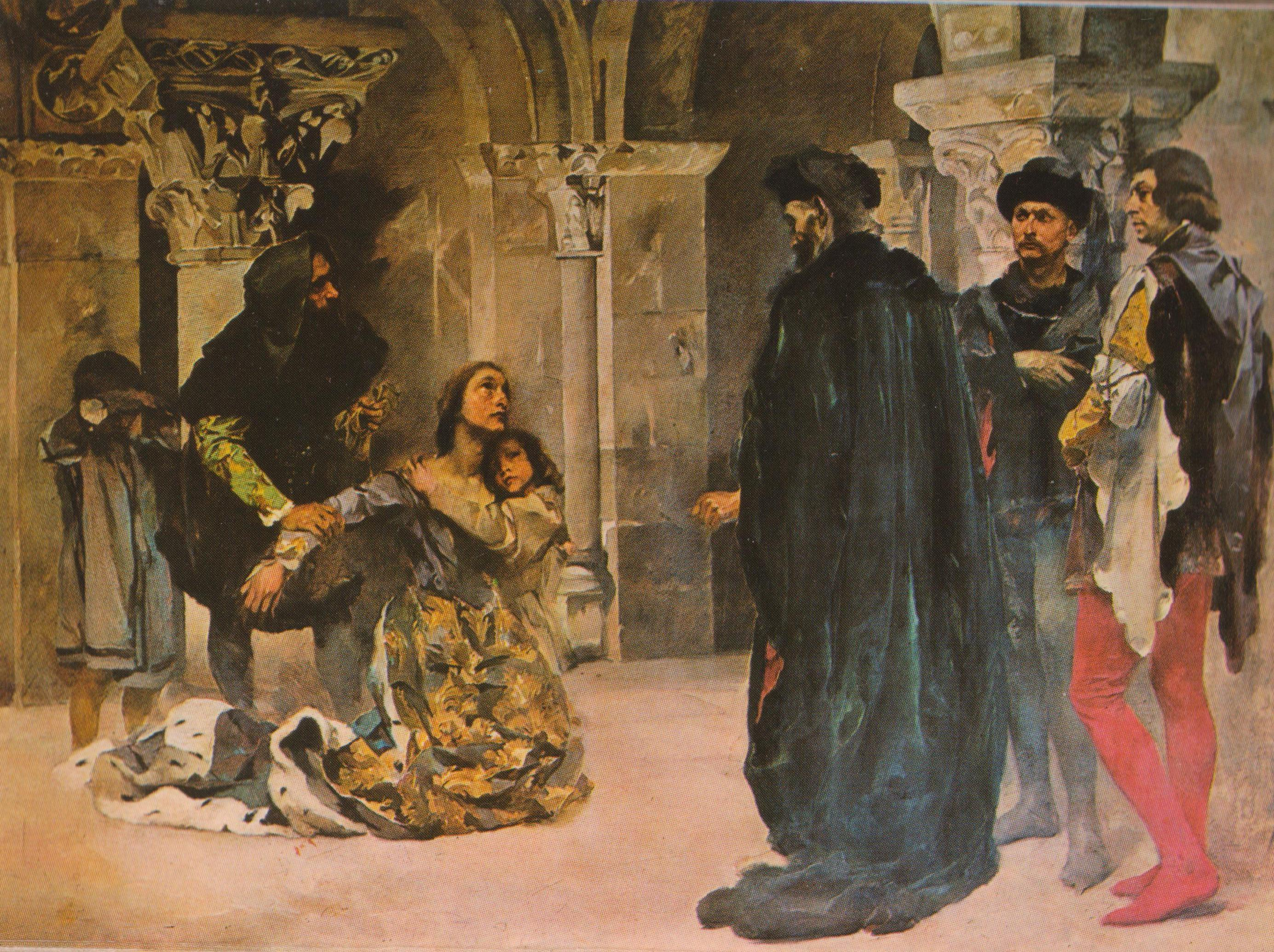
Mordet på Inês de Castro.
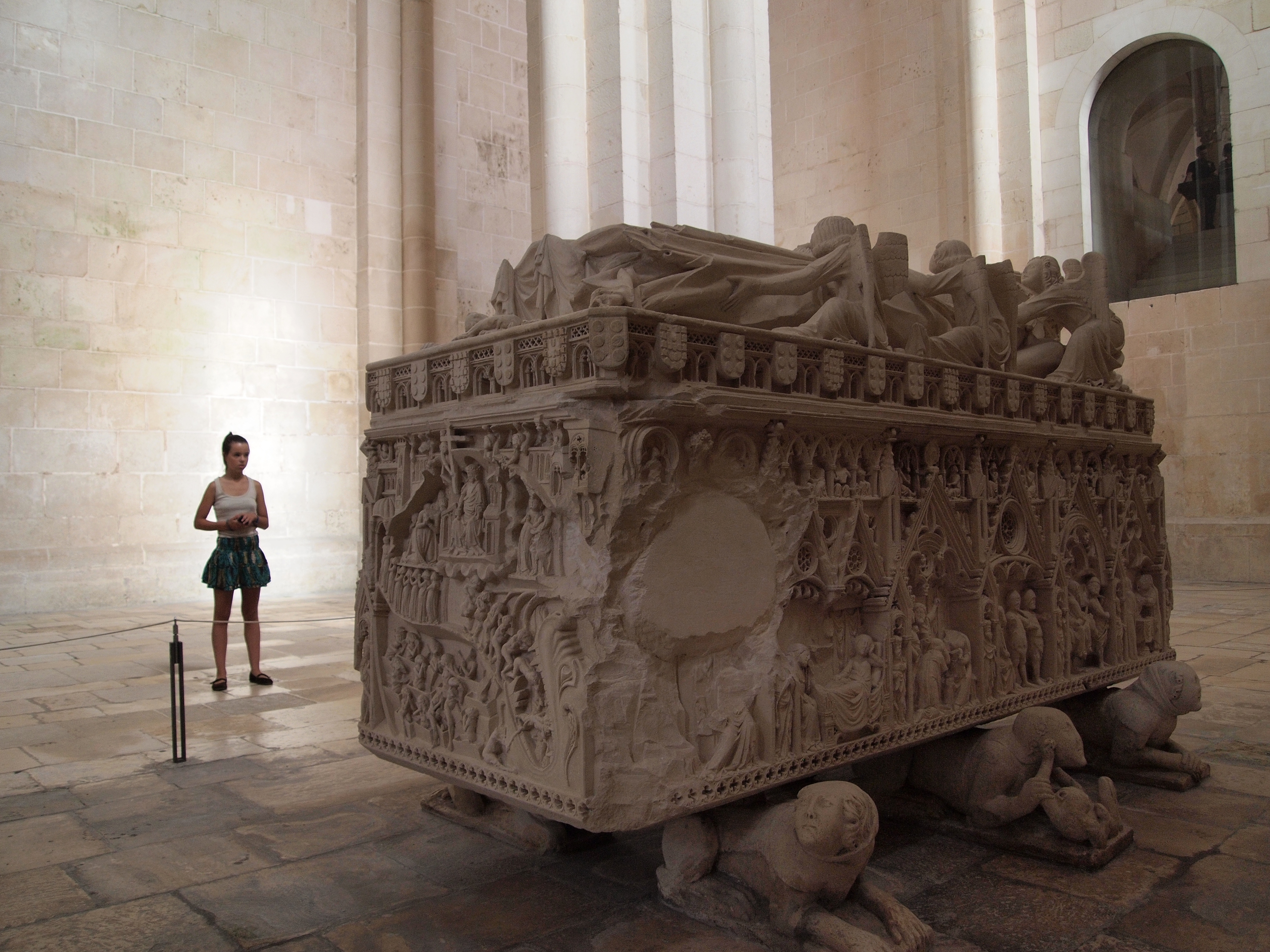
Dona Inês gravvård i Alcobaçaklostret.

## Inês de Castro i litteraturen och musiken
Inês de Castros historia har bland annat skildrats litterärt av Luís de Camões och Julius von Soden.